# Guilielmus Xylander
Guilielmus (Guilhelmus) Xylander (auch Wilhelmus Xylander; gräzisiert aus Wilhelm Holzman oder Holtzmann; * 26. Dezember 1532 in Augsburg; † 10. Februar 1576 in Heidelberg) war ein deutscher Gelehrter und Humanist.

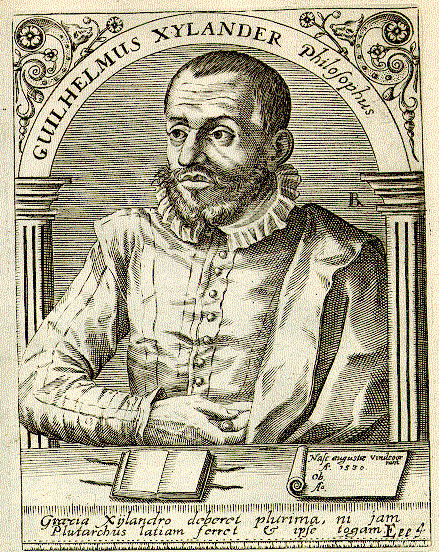
Wilhelm Xylander, Kupferstich Mitte des 17. Jh.

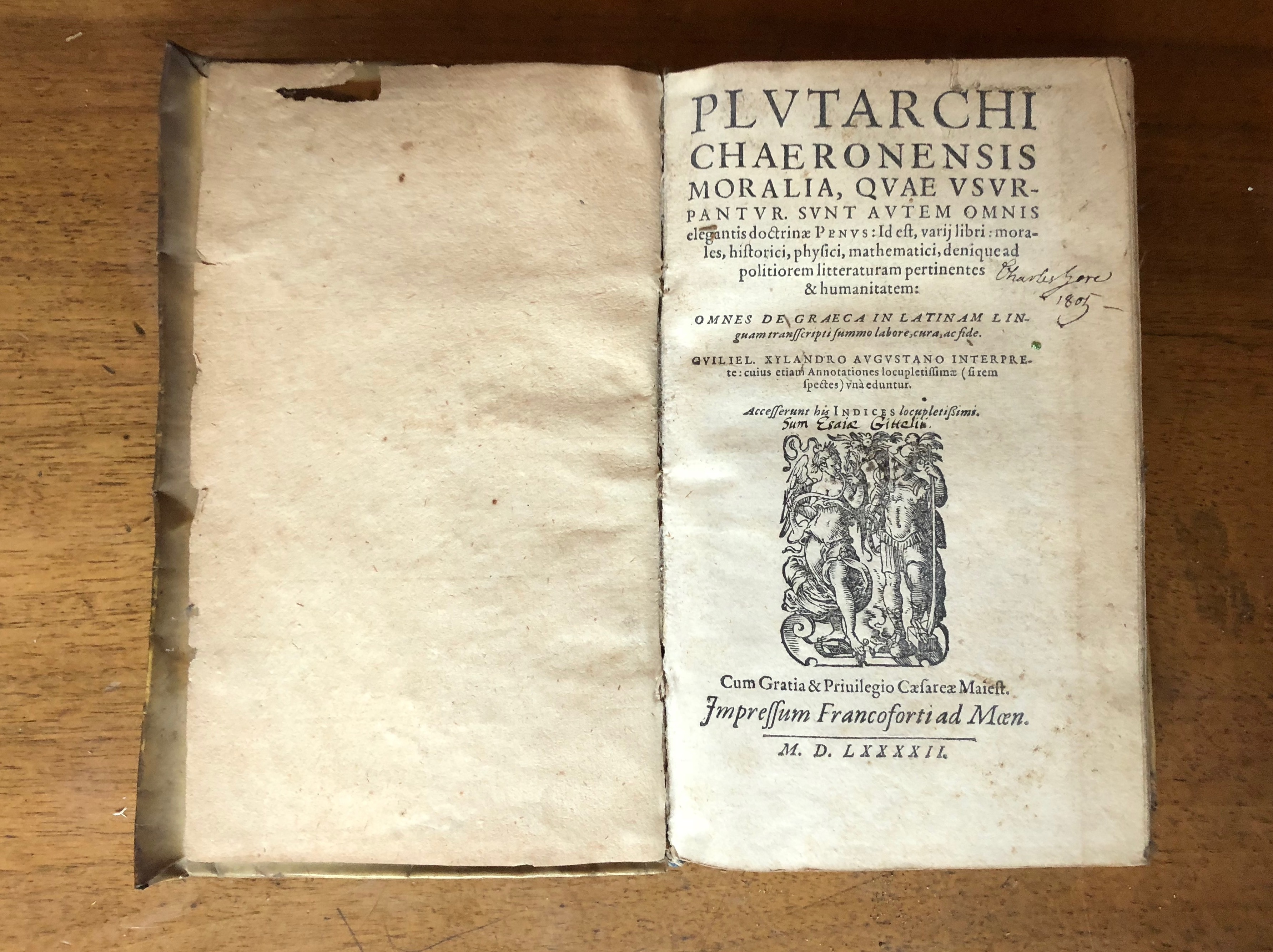
Plutarchi Chaeronensis, 1592

Er wurde in Augsburg geboren, studierte in Tübingen und Basel und erhielt 1558 als Nachfolger von Micyllus die Professur der griechischen Sprache zu Heidelberg. 1562 erweiterte er diese Professur auf den Lehrstuhl für Logik (publicus organi Aristotelici interpres). Von 1564 bis 1565 war er Rektor der Universität Heidelberg. Sein Grabstein ist in der Universitätskapelle der Heidelberger Peterskirche erhalten. 

## Leben
Xylander war Autor und Herausgeber vieler bedeutender Werke und Übersetzungen aus dem Altertum. Er übersetzte Cassius Dio (Basel, 1558), Plutarch (Basel, 1560–1570), die Geographie des Strabon (ebenda, 1571) und mehrere mathematische Schriften aus dem Griechischen ins Lateinische. Xylander edierte zudem das geographische Lexikon des Stephanos von Byzanz (ebenda, 1568). Die Reisen des Pausanias wurden nach seinem Tod von Friedrich Sylburg vollendet und erschienen 1583.
Weitere Werke sind die Meditationen von Marcus Aurelius (1558, die editio princeps basiert auf einem verloren gegangenen Heidelberger Manuskript; die zweite Ausgabe von 1568 enthält außerdem Werke von Antoninus Liberalis, Phlegon von Tralleis, eines unbekannten Apollonius und des Antigonos von Karystos – alles Paradoxographoi) und die Chronik des Georgios Kedrenos (1566). Er übersetzte außerdem die ersten sechs Bücher des Euklid mit Anmerkungen ins Deutsche sowie die Arithmetica des Diophant von Alexandrien und das „De quattuor mathematicis scientiis“ von Michael Psellos ins Lateinische. Von seinen Ausgaben über die griechischen Prosaiker ist die der philosophischen Schriften des Mark Aurel (Zürich, 1559) wichtig.